# Carnivàle/Episodenliste
Diese Liste der Carnivàle-Episoden enthält alle Folgen der US-amerikanischen Fernsehserie Carnivàle, die seit Beginn der Serie am 14. September 2003 bis zu ihrer vorzeitigen Absetzung nach zwei Staffeln und insgesamt 24 Episoden am 27. März 2005 produziert und ausgestrahlt wurden.

## Ursprüngliche Konzeption und Hintergründe
Carnivàle war ursprünglich für sechs Staffeln ausgelegt (dreimal zwei Staffeln), wobei jedes Paar als „Buch“ bezeichnet wurde und in den Jahren zwischen 1934 und 1945 spielen sollte. Wegen einer niedrigen Einschaltquote wurde Carnivàle jedoch nach nur zwei Staffeln abgesetzt. Diese zwei Staffeln bilden das erste Buch und decken die Jahre 1934 und 1935 ab. Das zweite Buch (Staffel drei und vier) hätte zwischen 1939 und 1940 gespielt und das dritte Buch (Staffel fünf und sechs) im 1944 und 1945, bis hin zum Ende des Zweiten Weltkriegs und dem Trinity-Test.
Die Haltepunkte des Carnivals durch den Südwesten der Vereinigten Staaten spielen eine wichtige Rolle in der Serie, wobei viele Episodennamen aus dem Standort Bens und des Carnivals bestehen. Die einzige Folge, die nach einem Standort von Brother Justin benannt wurde, ist The River (Rudere an Land) in der ersten Staffel.

## Überblick über die Staffeln
| Staffel | Staffel | Episoden | Ausstrahlung USA/DE               | Ausstrahlung USA/DE             | DVD-Veröffentlichungen | DVD-Veröffentlichungen | DVD-Veröffentlichungen | Zuschauer (USA) (Millionen) |
| Staffel | Staffel | Episoden | Staffelpremiere                   | Staffelfinale                   | Region 1               | Region 2               | Region 4               | Zuschauer (USA) (Millionen) |
| ------- | ------- | -------- | --------------------------------- | ------------------------------- | ---------------------- | ---------------------- | ---------------------- | --------------------------- |
|         | 1       | 12       | 14. September 2003 6. Januar 2009 | 30. November 2003 24. März 2009 | 7. Dezember 2004       | 7. März 2005           | 11. Mai 2005           | 3,54                        |
|         | 2       | 12       | 9. Januar 2005 31. März 2009      | 27. März 2005 16. Juni 2009     | 18. Juli 2006          | 7. August 2006         | 4. Oktober 2006        | 1,7                         |

## Staffel 1 (2003)
Jede Staffel wird durch einen gesprochenen Monolog des zwergwüchsigen Managers Samson eingeleitet, der den mythologischen Rahmen der Handlung setzt.

“Before the beginning, after the great war between heaven and hell, God created the Earth and gave dominion over it to the crafty ape he called man… and to each generation was born a Creature of Light and a Creature of Darkness… and great armies clashed by night in the ancient war between good and evil. There was magic then. Nobility. And unimaginable cruelty. And so it was until the day that a false sun exploded over Trinity, and man forever traded away wonder for reason.”

„Vor dem Anfang, nach dem großen Krieg zwischen Himmel und Hölle, schuf Gott die Erde und wählte als Herrscher diesen cleveren Affen den er Mensch nannte. Und in jeder Generation lebte eine Gestalt des Lichts und eine Kreatur der Dunkelheit. Große Armeen prallten bei Nacht aufeinander im uralten Krieg zwischen Gut und Böse. Es gab Großmut und Magie und unglaubliche Grausamkeit. Ja, so war’s. Doch dann ist die falsche Sonne über Trinity aufgegangen, und der Mensch hat für immer sein Wissen von den Wundern getauscht gegen die Vernunft.“

| Nr. | Episodenname Englisch/Deutsch            | Bens Standort      | Regie           | Drehbuch                       | Ausstrahlung USA/Deutschland       | Zuschauer in den USA (Millionen) |
| --- | ---------------------------------------- | ------------------ | --------------- | ------------------------------ | ---------------------------------- | -------------------------------- |
| 1 (1) | Milfay Welt aus Staub                    | Milfay, Oklahoma   | Rodrigo García  | Daniel Knauf                   | 14. September 2003 6. Januar 2009  | 5,3                              |
| Milfay, Oklahoma Dust Bowl, 1934. Ben Hawkins, ein junger Farmer und Sträflingskolonnenflüchtling, leidet an merkwürdigen Träumen von einem Grabenkrieg und einem tätowierten Mann in einem Kornfeld. Als Ben seine Mutter begräbt, die kurz zuvor an einer Staublungenerkrankung starb, zieht ein reisender Jahrmarkt (Carnival) vorbei. Bens Haus soll zerstört werden und die Polizei nähert sich. Der Carnival nimmt ihn mit und gibt ihm Unterschlupf. Lodz, der blinde Mentalist des Carnivals, interessiert sich für Bens Träume. Bevor der Carnival weiter zieht, legt Ben seine Hände auf die Beine eines lahmen Mädchens und heilt sie. Das umgebende Feld geht daraufhin ein. Samson, Co-Manager des Carnivals, übermittelt „Managements“ Kommentar, dass Ben erwartet wurde, an Jonesy, den Riesenradführer des Carnivals, der an einem verkrüppelten Knie leidet. Mintern, Kalifornien: Der Priester Brother Justin Crowe bringt einen Okie dazu, nach einer Messe Geld zu spucken. Zudem hat er denselben Traum wie Ben. In einem anderen Traum sieht der den ansässigen chinesischen Nachtclub Chin’s, den er später besucht und zu dem er eine Vision hat, in der Blut auf ihn regnet und ein Kreuz aus der Neonreklame wird. Auszeichnungen: Emmy für „Outstanding Art Direction for a Single-Camera Series“ und „Outstanding Costumes for a Series“. VES Award für „Outstanding Special Effects in Service to Visual Effects in a Televised Program, Music Video or Commercial“ und nominiert für „Outstanding Visual Effects in a Television Series“. |                                          |                    |                 |                                |                                    |                                  |
| 2 (2) | After the Ball Is Over Richtung Süden    | unbekannt          | Jeremy Podeswa  | Daniel Knauf & Ronald D. Moore | 21. September 2003 13. Januar 2009 | 3,49                             |
| Ben arbeitet beim Carnival als Hilfsarbeiter. Seine Mitarbeiter bringen ihn dazu, einen mysteriösen Gepäckwagen aufzuräumen, in dem er eine Fotografie seiner Mutter mit der Beschriftung „H.S. und FLO“, findet. Ben zeigt sie der Schlangenbeschwörerin Ruthie, welche die Frau als Henry Scudders Geliebte Flora identifiziert. Ruthie gibt zudem Ben ein Foto von Scudder, einem Mann der vor einiger Zeit für den Carnival arbeitete. Ben erkennt ihn als den Soldaten aus seinen Träumen wieder. Brother Justin teilt sich einen kryptischen Traum mit Ben in einem Diner mit einem Soldaten und Henry Scudder, in dem eine Bedienung die Worte spricht: „every prophet in his house“ (vgl. Mythologie von Carnivàle). Justin will das Chin’s in eine Kirche für Migranten verwandeln und tritt an Carol Templeton heran, den Besitzer des Nachtclubs. Templeton will den Klub nicht abgeben, bis Justin ihm seine wahre Natur zeigt. Auszeichnung: Emmy für „Outstanding Hairstyling for a Series“. |                                          |                    |                 |                                |                                    |                                  |
| 3 (3) | Tipton Die dunkle Gabe                   | Tipton, Missouri   | Rodrigo García  | Henry Bromell & Daniel Knauf   | 28. September 2003 20. Januar 2009 | 3,57                             |
| Der Sheriff von Tipton, Missouri erlaubt es dem Carnival nicht, die Zelte in der Stadt aufzuschlagen. Als jedoch einige Einwohner Ben als Heiler des kleinen Mädchens erkennen, hält Samson eine Massenevangelisation (revival) mit dem Segen der lokalen Kirche ab. Ben tritt dort als der bekannte Reverend Benjamin St. John auf. Zwischen zwei Auftritten spürt Ben eine alte Dame namens Rebecca Donovan auf, die Mutter des Sheriffs, deren alte Transportwagen ihn an das Foto seiner Mutter aus dem Gepäckwagen erinnern. Rebecca erkennt die verblüffende Ähnlichkeit von Ben mit Henry Scudder und macht kryptische Bemerkungen über übernatürliche Kräfte. Mit ihrem letzten Atemzug fordert Rebecca Ben auf, sie nicht zu heilen und erwähnt, dass Scudder nach Babylon gegangen sei. Samson teilt Jonesy mit, dass Management Babylon als nächsten wichtigen Auftrittsort ausgesucht hat (vgl. Babylon). Brother Justin hat das Chin’s in eine Kirche und Waisenhaus umgebaut, doch Carols Neffe Val Templeton teilt ihm mit, dass das Gebäude bald abgerissen werden soll. |                                          |                    |                 |                                |                                    |                                  |
| 4 (4) | Black Blizzard Schwarzer Blizzard        | unbekannt          | Peter Medak     | William Schmidt                | 5. Oktober 2003 27. Januar 2009    | 2,87                             |
| Während einige Carnivalmitglieder (carnies) mit dem Halt in Babylon nicht einverstanden sind, nimmt Lodz Ben auf einen Ausflug mit und testet die Kräfte des Jungen. Als sich ein Sandsturm dem Carnival nähert, schaut Jonesy nach Management, findet den Wohnwagen aber leer vor. Brother Justin erfährt von seinem Mentor Norman, dass er entweder die Forderungen des Kirchenvorstandes akzeptieren und das Chin’s jemand anderem überlassen oder mit disziplinarischen Maßnahmen rechnen müsse. Justin spricht mit seiner Schwester Iris über seine verzweifelte Lage. Kurz darauf brennt das Chin’s unter ungeklärten Umständen ab. Auszeichnung: VES Award Nominierung für „Outstanding Special Effects in Service to Visual Effects in a Televised Program, Music Video or Commercial“. |                                          |                    |                 |                                |                                    |                                  |
| 5 (5) | Babylon                                  | Babylon, Texas     | Tim Hunter      | Dawn Prestwich & Nicole Yorkin | 12. Oktober 2003 3. Februar 2009   | 3,31                             |
| Der Carnival schlägt seine Zelte in Babylon auf und Samson lädt seine Kollegen auf einen Drink in die Geisterstadt ein. Nachdem Ben zu viel Alkohol getrunken hat, wacht er in einem Minenschacht auf und findet das Wort AVATAR an die Wände geschrieben. Sofie, die Tarotkartenleserin des Carnivals, hört Scudders Namen von ihrer katatonischen Mutter. Die Nacht endet mit einem tragischen Tod. Brother Justin betet für die Kinder, die bei dem Brand in der Kirche gestorben sind. Auszeichnung: Emmy-Nominierung für „Outstanding Makeup for a Series (Non-Prosthetic)“. |                                          |                    |                 |                                |                                    |                                  |
| 6 (6) | Pick a Number Justiz der Zahlen          | Babylon, Texas     | Rodrigo García  | Ronald D. Moore                | 19. Oktober 2003 10. Februar 2009  | 3,40                             |
| Im Minenschacht bekommt Ben Visionen von Scudder, Lodz und einem russischen Soldaten in einem Grabenkrieg. Lodz setzt Ben unter Druck, damit dieser ihm von seinen Träumen erzählt. Nach dem Todesfall der letzten Nacht behauptet Jonesy, dass „Management“ nicht existiere. Ben lernt das rituelle „Carnival-Recht“ kennen. Nachdem Samson von Scudders Vergangenheit in Babylon erfährt, zieht der Carnival nach Süden weiter. Brother Justin bittet Gott um Antworten wegen des Feuers in der Kirche und erhält Hinweise, dass er in die Wildnis gehen soll. Er erzählt Fremden an einem Lagerfeuer, dass er seinen Gott verloren habe und trifft dabei unwissentlich den Radioreporter Tommy Dolan aus Los Angeles. Auszeichnung: Emmy für „Outstanding Cinematography for a Single-Camera Series“. |                                          |                    |                 |                                |                                    |                                  |
| 7 (7) | The River Rudere an Land                 | Texas              | Allison MacLean | Toni Graphia                   | 26. Oktober 2003 17. Februar 2009  | 3,90                             |
| Ben lernt von Scudders Vergangenheit mit Ruthie und verletzt unabsichtlich ihren Sohn Gabriel in einem Kampf. Um seinen Fehler wieder gut zu machen, heilt Ben Gabriels Verletzung in einem See, was dazu führt, dass alle Fische um sie herum sterben. Der Cootch Show-Ansager Stumpy Dreifuss ist untröstlich über den Tod seiner Tochter, während sich die Freundschaft zwischen seiner Tochter Libby und der Tarotkartenleserin Sofie verstärkt. Nach einem Selbstmordversuch auf einer Brücke trifft Brother Justin die zwei russischen Immigrantenkinder Irina und Alexei. Zur selben Zeit besucht Tommy Dolan Iris und bietet ihr an, die mysteriösen Umstände des Brandes in der Kirche öffentlich zu machen. Nachdem Dolan das Gemeinderatsmitglied Val Templeton in einem Live-Interview im Radio überlistet und zu einer Spendenzusage für den Wiederaufbau der abgebrannten Kirche überredet, erfährt er Näheres über Iris’ Kindheit. Sie und ihr Bruder Justin sind beide aus Russland eingewandert und waren die einzigen Überlebenden eines Zugunglücks. |                                          |                    |                 |                                |                                    |                                  |
| 8 (8) | Lonnigan, Texas Nebenwirkung Schmerz     | Lonnigan, Texas    | Scott Winant    | Daniel Knauf                   | 2. November 2003 24. Februar 2009  | 2,96                             |
| Ben träumt von Brother Justin und dem schwer verwundeten russischen Soldaten. Am nächsten Morgen soll er etwas für Samson erledigen und trifft den Freak-Finder Boffo. Als sie sich die Hände schütteln, kommt Ben in Kontakt mit Boffos Templerorden-Ring, der eine Reihe von starken Visionen in ihm hervorruft. Ben gerät in Panik und fährt mit dem Ring davon, gibt ihn jedoch später beim Carnival an Boffo zurück. Samson besitzt ein Medaillon mit demselben Symbol wie der Ring; auf dessen Rückseite stehen die Initialen „H.S.“ (Henry Scudder). Als Samson mit Management sprechen will, findet er Lodz in dem Wohnwagen vor und wird von Management hinausgeworfen. Während die Beziehung zwischen Sofie und Jonesy nicht voranschreitet, bietet Stumpy ihm eine Nacht mit seiner Frau, der Prostituierten Rita Sue an. Brother Justin wird in eine psychiatrische Klinik eingeliefert und den damals üblichen, höchst schmerzhaften „Behandlungen“ unterzogen. Bei der Anamnese gibt er an, „die linke Hand Gottes“ und „sein fleischgewordener Wille“ zu sein. Er probt seine bewusstseinsverändernden, manipulativen Kräfte an den Menschen in der Anstalt. |                                          |                    |                 |                                |                                    |                                  |
| 9 (9) | Insomnia                                 | unbekannt          | Jack Bender     | William Schmidt                | 9. November 2003 3. März 2009      | 3,41                             |
| Um das Einkommen des Carnivals zu sichern, arrangiert Samson seine „Feuerball-Show“. Ben versucht den Qualen seiner Träume zu entkommen, indem er versucht, nicht zu schlafen. Den Ratschlag von Lodz, auf seine Träume zu hören und von ihnen zu lernen, schlägt er aus. Samson gibt Ben das Templerorden-Medaillon, da er als Scudders Sohn der rechtmäßige Besitzer sei. Die Bedeutung des Medaillons wird klar, als Lodz es bei einer Vorführung anfasst und dieselben starken Visionen erlebt, die zuvor Ben mit Buffos Ring erlebt hatte. Sofie sieht in einer Vision, wie ihre Mutter von einem tätowierten Mann vergewaltigt wird, und erleichtert ihr Herz bei Jonesy und Samson. Iris, die immer noch nach Justin sucht, nimmt an Dolans Radiosendung teil, doch weist seine romantischen Annäherungsversuche kategorisch ab. Brother Justin wird aus der Klinik entlassen. |                                          |                    |                 |                                |                                    |                                  |
| 10 (10) | Hot and Bothered Alpträume               | Loving, New Mexico | Jeremy Podeswa  | Dawn Prestwich & Nicole Yorkin | 16. November 2003 10. März 2009    | 3,19                             |
| Ben, dessen Mangel an Schlaf zu mehr Tagträumen vom tätowierten Mann führt, fährt mit Samson in die kleine Stadt Loving. Sie hoffen weitere Hinweise bei der lokalen Bruderschaft zu finden, die das Symbol von Scudders Schmuckstück tragen. Doch der Vorsitzende des Templerhauses will ihnen nicht helfen und Ben verpasst ein wichtiges Indiz auf einem Wandgemälde. Währenddessen äußert ein Templer Sofie gegenüber den Satz „every Prophet [being] in her House“. In der Nacht liest Lodz Bens Träume und informiert Management, dass Scudder ihm in einem Kornfeld begegnet ist. Brother Justin kehrt nach Mintern zurück und fragt Iris über die verlorenen Teile seiner Kindheit. Bei der nächsten Messe begleitet Tommy Dolan die Crowes und bekommt mit, wie Justin vor der Gemeinde von seiner dunklen Vergangenheit erzählt. Als Norman sieht wie sich das Taufwasser auf Justins Stirn zu Blut verwandelt, wird er seinem Pflegesohn misstrauisch gegenüber. |                                          |                    |                 |                                |                                    |                                  |
| 11 (11) | Day of the Dead Tag der Toten            | Loving, New Mexico | John Patterson  | Toni Graphia                   | 23. November 2003 17. März 2009    | 2,56                             |
| Während Ben immer noch dunkle Visionen von Justin und Scudder hat, erfährt Sofie von Jonesys Affäre mit Rita Sue. Lodz organisiert Ruthies Tod mit dem Segen von Management und Ben schafft es nicht sie wiederzubeleben. Als Polizeiberichte über das Feuer in der Kirche auftauchen, ist Iris gezwungen ihre Schuld gegenüber Justin zu gestehen. |                                          |                    |                 |                                |                                    |                                  |
| 12 (12) | The Day That Was the Day Leben gegen Tod | Loving, New Mexico | Rodrigo García  | Ronald D. Moore                | 30. November 2003 24. März 2009    | 3,52                             |
| Sofie plant Rache an Jonesy und Libby, und Lodz erfährt alarmierende Neuigkeiten von Sofies Mutter Apollonia. Ben tritt an Lodz heran, um für Hilfe zu Ruthies Wiederbelebung zu bitten, und trifft zum ersten Mal Management. Nach mehreren Stunden schafft es Ben immer noch nicht, Managements erzieherischem Ratschlag zu folgen, und zieht stattdessen Selbstmord in Betracht. Eine Vision von Scudder jedoch deutet sein Schicksal als Avatar an. Als Lodzs Beteiligung an Ruthies Tod klar wird, tötet ihn Ben, und belebt damit Ruthie wieder. Zur selben Zeit setzt Apollonia ihren Wohnwagen in Brand und riskiert damit Sofies, Jonesys und ihr eigenes Leben. Brother Justin will Normans schlimmste Tat sehen, doch ist sehr verwirrt, als er erfährt, dass dies seine eigene Rettung als Kind war. Durch ein Abkommen mit Tommy Dolan darf Justin seine erste Radiopredigt halten. |                                          |                    |                 |                                |                                    |                                  |

## Staffel 2 (2005)
Auch die zweite Staffel beginnt mit einem gesprochenen Prolog:

“On the heels of the skirmish Man foolishly called the war to end all wars, the Dark One sought to elude his destiny… live as a mortal. So he fled across the ocean, to an empire called America… but by his mere presence, a cancer corrupted the spirit of the land. People were rendered mute by fools who spoke many words, but said nothing… for whom oppression and cowardice were virtues… and freedom, an obscenity. Into this new land, the Prophet stalked his enemy… until, diminished by his wounds, he turned to the next in the ancient line of light. And so it was that the fate of all mankind came to rest on the trembling shoulders of the most reluctant of saviors.”

„Nach dem Scharmützel, das der Mensch törichterweise „den Krieg der alle Kriege beenden wird“ nannte, versuchte sich der Finstere seines Schicksals zu entziehen… und als Sterblicher zu leben. Und so floh er über den Ozean, in ein Reich mit dem Namen Amerika… aber seine bloße Anwesenheit, verdarb wie ein Krebsgeschwür den Geist des Landes. Menschen wurden zum Verstummen gebracht, von Narren die viele Worte sprachen aber nichts sagten… für die Feigheit und Unterdrückung Tugenden waren… und Freiheit, etwas unanständiges. Und im Herzen des Finsternis, pirschte sich der Prophet an seinen Feind heran… bis er sich, geschwächt von seinen Wunden, dem Nächsten zuwandte in der uralten Reihe des Lichts. So kam es also, dass das Schicksal der Menschheit von nun an unwiderruflich auf den zitternden Schultern des Unwilligsten aller Retter ruhen musste.“

| Nr. | Episodenname Englisch/Deutsch              | Bens Standort            | Regie          | Drehbuch                                           | Ausstrahlung USA/Deutschland   | Zuschauer in den USA (Millionen) |
| --- | ------------------------------------------ | ------------------------ | -------------- | -------------------------------------------------- | ------------------------------ | -------------------------------- |
| 1 (13) | Los Moscos                                 | Loving, New Mexico       | Jeremy Podeswa | Daniel Knauf                                       | 9. Januar 2005 31. März 2009   | 1,81                             |
| Nachdem er Ben eine Explosion von gewaltiger Zerstörung in einer Wüste zeigt, gibt sich Management als Lucius Belyakov zu erkennen, den russischen Soldaten aus Bens Träumen. Er rät Ben, Henry Scudder zu finden, um über ihn den Namen seines Feindes – des Priesters aus seinen Träumen – zu erfahren. Samson präsentiert Appolonias verbrannten Körper der Polizei und gibt ihn als Leiche des von der Polizei gesuchten Ben aus. Währenddessen besucht Ben ein zweites Mal das Haus des Templerordens in Loving, wo er auf die Spur des Malers Devin Kerrigan gerät, der für das Bild des tätowierten Mannes auf dem Gemälde im Templerhaus verantwortlich ist. Brother Justin besucht Norman, der seit einem Schlaganfall nicht mehr sprechen kann. Auf seinem Weg nach Hause sieht Justin einen abgestorbenen Baum, den er zuvor schon in einer Vision sah. Nach einer weiteren Vision am Fuße des Baums erklärt er den Ort zum neuen Kanaan und beschließt, dort seinen Tempel zu errichten. Wilfred Talbot Smith trifft Justin in Dolans Radiostudio und erklärt, dass Justin der Prophet und der „Amtsdiener“ („usher“, vgl. Avatar) werde, sobald er einen Mann namens Henry Scudder töte. Danach übergibt er Justin ein Exemplar des Evangeliums nach Matthias, das einst Scudder gehörte. Justins über das Radio ausgestrahlte „Church of the Air“ erreicht den Verbrecher Varlyn Stroud im Gefängnis. |                                            |                          |                |                                                    |                                |                                  |
| 2 (14) | Alamogordo, NM                             | Alamogordo, New Mexico   | Jack Bender    | William Schmidt                                    | 16. Januar 2005 7. April 2009  | -                                |
| Ben findet Kerrigan in seinem von Zeichnungen des tätowierten Manns überdeckten Zimmer, wie er, offensichtlich dem Wahnsinn verfallen, unablässig einen Satz von einem „alten Weib“ wiederholt. Auf seinem Weg zurück erkennt Ben die Wüste wieder, die ihm in seiner Vision von der Atombombenexplosion begegnete (vgl. Trinity-Test). Außerdem sammelt er die geistesabwesende Sofie ein und bringt sie zum Carnival zurück. Nachdem Ben ein Gedicht Kerrigans und eine seiner Zeichnungen Management zeigt, erklärt Management, dass der tätowierte Manns der Amtsdiener (usher) sei und schlägt vor, eine alte Dame in Ingram, Texas zu finden. Varlyn Stroud, Brother Justins „fleischgewordener Erzengel“, entkommt aus dem Gefängnis und beginnt Henry Scudder zu suchen. Er besucht zuerst die Hawkins-Farm und zieht später nach Tipton weiter. Nach dem Mord am Sheriff findet er einen Brief aus dem Jahr 1921 an Rebecca Donovan von Scudder aus Babylon. Während Brother Justin mit dem Bau des „Tempels von Jericho“ in der Nähe des abgestorbenen Baum beginnt, sammelt Dolan Informationen über Iris und das Kirchenfeuer. Justin lässt auf seine Brust und seinen Rücken ein Baumtattoo stechen. Auszeichnung: Emmy-Nominierung für „Outstanding Makeup for a Series (Non-Prosthetic)“. |                                            |                          |                |                                                    |                                |                                  |
| 3 (15) | Ingram, TX                                 | Ingram, Texas            | John Patterson | John J. McLaughlin                                 | 23. Januar 2005 14. April 2009 | -                                |
| Sofie gibt ihren Job als Wahrsagerin auf und genießt die normale Handarbeit beim Carnival. Geldprobleme zwingen die Dreifuss-Familie, härter zu arbeiten. Der tote Lodz erscheint mehrfach vor Ruthie. Ben erfährt den Weg zum alten Weib von einem Landstreicher, er verirrt sich jedoch im Wald und trifft dort auf Anwohner die ihn foltern; nur Scudders Schmuckstück rettet ihn vor dem Tod. Stroud erreicht Babylon und erfährt, dass Scudder der einzige Mann war, der 1921 den Mineneinsturz überlebte. Während immer mehr Menschen den Tempel von Jericho erreichen, belästigt Justin sein neues Dienstmädchen sexuell vor dem gelähmten und sprechunfähigen Norman, der nach seinem Schlaganfall zu den Crowes verlegt wurde. |                                            |                          |                |                                                    |                                |                                  |
| 4 (16) | Old Cherry Blossom Road Das alte Weib      | Ingram, Texas            | Steve Shill    | Dawn Prestwich & Nicole Yorkin                     | 30. Januar 2005 21. April 2009 | -                                |
| Einheimische bringen Ben zu Emma Krohn, dem „alten Weib“, das die Mutter von Henry Scudder ist und damit Bens Großmutter. Ben findet bei ihr eine Maske seines Vaters, die er für dessen Totenmaske hält. Bevor Ben weiter zieht, gibt Emma ihm ein Messer und erklärt ihm, dass er es brauchen werde an einem Ort, „an dem der Hund und der Wolf den Mond anheulen“. Während Sofie weiter schwere Arbeit verrichtet, bandelt Jonesy mit Libby an. Ruthie hat erneut Visionen von Sofies verbrannter Mutter Apollonia. Nach dem Besuch des Templerhauses in Loving erfährt Stroud, dass ein Junge und ein Zwerg nach Scudder gefragt haben. Dolan konfrontiert Justin mit Indizien, die Iris Schuld belegen, doch Justin wiegelt ab und verlangt handfestere Beweise. Die Crowes bekommen ein neues Hausmädchen. Auszeichnung: Emmy-Nominierung für „Outstanding Art Direction for a Single-Camera Series“. |                                            |                          |                |                                                    |                                |                                  |
| 5 (17) | Creed, OK Die Totenmaske                   | Creed, Oklahoma          | Jeremy Podeswa | Tracy Tormé                                        | 6. Februar 2005 28. April 2009 | -                                |
| Die Herstelleradresse auf Scudders Totenmaske führt Ben zu Evander Geddes in Creed, Oklahoma. Ein Erlebnis, in dem Ben von Geddes eingeschläfert und in dessen Werkstatt gefesselt wird, so dass Geddes eine Maske von Ben abnimmt, entpuppt sich – scheinbar – als Traum. Ben verlässt den Ort mit dem Wissen, dass Scudder immer noch am Leben ist. Währenddessen erreicht Stroud den Carnival und erkundigt sich nach Scudder, wird von Samson aber auf eine andere Fährte gelockt, indem er ihn zum Carnival der Daily Brothers Show schickt. Beim Carnival erzählt Ruthie gegenüber Sofie von ihren Visionen von Verstorbenen, und Sofie beginnt ebenfalls, ihre tote Mutter zu sehen. Sofie liest für Ben die Karten, der dabei Visionen erlebt von Scudder in einem Smoking, einem bis zur Unkenntlichkeit vernarbten Mann und einem Ort, an dem ein Hund und ein Wolf den Mond anheulen. Durch ein Bild in Samsons Fotoalbum identifiziert Ben den Ort als Damascus, Nebraska. Dolan hat den endgültigen Beweis, dass Iris etwas zu verheimlichen hat. Nach einem Spaziergang mit ihrem Bruder gesteht Iris ihre Tat vor Dolan. Justin erhält Bens Maske mit der Post und kann mit ihr für kurze Zeit durch Bens Augen sehen. |                                            |                          |                |                                                    |                                |                                  |
| 6 (18) | The Road to Damascus Der Weg nach Damascus | unbekannt                | Tucker Gates   | Dawn Prestwich & Nicole Yorkin                     | 13. Februar 2005 5. Mai 2009   | 1,5                              |
| Auf dem Weg nach Damascus trifft der Carnival auf Mitglieder der abgebrannten Daily Brothers Show. Sie vermuten die ehemaligen Eigentümer hinter der Brandstiftung, unwissend, dass Stroud für den Brand verantwortlich ist. Felix gesteht Rita sue seine Geldprobleme und streitet sich mit Jonesy um seine Tochter Libby. Lila hat eine seltsame Begegnung mit Ruthie, die sie an Lodz erinnert. Ben und Sofie, die den ganzen Tag miteinander verbracht haben, schlafen zum ersten Mal miteinander. Kurz nachdem Ben den Carnival verlässt, um Stroud einzuholen, der ihm einen Schritt voraus ist, zieht der Carnival weiter und lässt Sofie zurück. Die Vorbereitungen für Iris öffentliches Geständnis sind im vollen Gange, doch im Zuge einer mysteriösen Wendung verhaftet die Polizei Dolan als den Brandstifter. Auszeichnungen: Emmy-Nominierungen für „Outstanding Cinematography for a Single-Camera Series“ und „Outstanding Costumes for a Series“. |                                            |                          |                |                                                    |                                |                                  |
| 7 (19) | Damascus, NE Henry Scudder                 | Damascus, Nebraska       | Alan Taylor    | William Schmidt & John J. McLaughlin               | 20. Februar 2005 12. Mai 2009  | -                                |
| Während Sofie weiter vermisst wird, finden Jonesy und Libby zueinander. Ben macht Scudders altes Hotelzimmer in Damascus ausfindig, wo er Visionen von einem Mann hat, der sein Gesicht mit Säure verätzt. Ben findet den Mann in Nähe der Rezeption und heilt ihn von seinen Verätzungen – es ist sein Vater Henry Scudder. Sie flüchten vor Stroud und fahren zum Carnival zurück. Im Wagen von Management benennt Scudder Bens Feind als Alexei Belyakov (Brother Justins Name vor seiner Adoption durch Norman), womit dieser Managements (Lucius Belyakovs) Sohn wäre. Als Management Scudder aus Wut attackiert, tötet Ben Management mit der Klinge seiner Großmutter. Brother Justin leidet an Visionen seiner eigenen Ermordung durch Ben. Ein Krankenwagen holt ein wahnsinnig gewordenes Hausmädchen der Crowes ab, das zuvor von Justin sexuell missbraucht wurde. Bei einer Radiopredigt wendet sich Brother Justin gegen die Pläne seiner Vorgesetzten und attackiert die Vertreter seiner Kirche als Pharisäer. Auszeichnungen: Emmy-Nominierungen für „Outstanding Prosthetic Makeup for a Series, Miniseries, Movie or a Special“ und „Outstanding Art Direction for a Single-Camera Series“. |                                            |                          |                |                                                    |                                |                                  |
| 8 (20) | Outskirts, Damascus, NE Der Prinz erwacht  | Damascus, Nebraska       | Tim Hunter     | Daniel Knauf                                       | 27. Februar 2005 19. Mai 2009  | -                                |
| Im Sterben liegend lehrt Management Ben in einer Vision, dass die Klinge des Messers in jenen Baum gesteckt werden muss, an dem Justin seinen Tempel errichtet hat. Während Scudder von Stroud entführt und zu Brother Justin gebracht wird, berichtet Ben gegenüber Samson, wie es zu Managements Tod kam und dass dieser seine Ermordung selbst herbeiführen wollte. Samson glaubt ihm aber erst, als Ruthie ihm berichtet, sie habe Scudder letzte Nacht auf dem Gelände des Carnivals herumlaufen sehen. Die Dreifuss-Familie steht vor neuen Problemen, als Libby und Jonesy sich gegen den Willen ihrer Eltern miteinander verheiraten. Während Jonesy bei der Dreifuss-Familie zu Abend isst, kommt es zu einem tragischen Unfall am Riesenrad mit mehreren Toten. Als Samson sieht, wie Ben den Wunsch einer sterbenden Mutter erfüllt und ihr Kind mit seinen Kräften heilt, vertraut er Ben endgültig und ändert die Route des Carnivals Richtung Westen, wie Ben es zuvor verlangt hatte. Ben kann, wie zuvor Justin mit seiner Maske, für kurze Zeit mit den Augen Strouds sehen. Zeitgleich mit Managements Tod bzw. der Vision, wie Ben das Messer in den Baum steckt, erlebt Justin einen schmerzhaften Anfall, bei dem sich seine Augen schwarz färben, während Iris, Norman und eine Angestellte des Hauses dabei zusehen. Wilfred Talbot Smith erklärt das Vorkommnis damit, dass Justins Feind seine Gabe erhalten habe. Justin bittet den Ratsherren Templeton, an seiner Predigt auf dem Berg für ein neues Amerika teilzunehmen. Die Crowes bekommen ein neues Dienstmädchen – Sofie. |                                            |                          |                |                                                    |                                |                                  |
| 9 (21) | Lincoln Highway Geteert und gefedert       | Lincoln Highway, Wyoming | Rodrigo García | William Schmidt                                    | 6. März 2005 26. Mai 2009      | 1,96                             |
| Nachdem der Carnival sicher die Grenze nach Wyoming überquert hat, werden Jonesy und Libby von einer Gruppe von Männern entführt, deren Anführer seine Frau beim Riesenradunglück verloren hat. Jonesy wird geteert und gefedert. Nachdem Ben seine neuen Kräfte genutzt hat, um sich auch in die Augen Strouds hineinzuversetzen und sich daraufhin auf den Weg nach Cheyenne macht, trifft er auf Libby und Jonesy. Um Jonesy zu retten, muss Ben seine Heilkräfte einsetzen und heilt dabei auch Jonesys zertrümmertes Knie. Derweil findet Ruthie die Worte „Sofie is the Omega -L“ auf ihrem Spiegel. Iris hört Justin zu, der dem immer noch gelähmten Norman von seinen Kindheitsalbträumen berichtet: Ein Carnival kommt näher, der seinen Feind versteckt. Am selben Tag ermordet Iris Eleanor, die dem Anfall Brother Justins beigewohnt hatte und ihn seitdem für den Teufel hält. Norman schießt während einer Veranstaltung auf Justin, verfehlt aber sein Ziel. Justin überrascht die Anwesenden mit einer Geste der Vergebung. Auszeichnungen: Emmy-Nominierung für „Outstanding Music Composition for a Series (Dramatic Underscore)“ und „Outstanding Cinematography for a Single-Camera Series“. |                                            |                          |                |                                                    |                                |                                  |
| 10 (22) | Cheyenne, WY                               | Cheyenne, Wyoming        | Todd Field     | Tracy Tormé                                        | 13. März 2005 2. Juni 2009     | -                                |
| Jonesy und Ben lassen Libby beim Carnival und fahren zu dem Motel, das Ben durch die Augen Strouds gesehen hatte. Stroud ist mit dem entführten Scudder bereits wieder verschwunden, doch Ben erkennt den Priester aus seinem Träumen in einem Zeitungsartikel über den Vorfall mit Norman. Während der Angestellte des Motels die Zeitung zu Samson überbringt, reisen Ben und Jonesy nach New Canaan. Lodz besucht Lila in Ruthies Körper und klärt sie über die Umstände seines Todes auf. Stroud übergibt Scudder an Justin, der ihn im Zuge einer Art Übergangsritual („passing“) ermorden will, doch Wilfred Talbot Smith setzt durch, den mit Drogen stillgestellen Scudder zuerst auszunüchtern. Später schleicht Smith sich zu Scudder und erfährt von ihm den Aufenthaltsort eines wichtigen Schriftstücks, wird aber durch den zu neuer Kraft erwachten Scudder getötet. Iris erinnert sich an die einstige Vergewaltigung von Sofies Mutter durch Justin und erkennt ihre Nichte in Sofie. Scudder flieht in Strouds Auto, wird jedoch von Justin ermordet, der im Auto auf ihn gewartet hatte. |                                            |                          |                |                                                    |                                |                                  |
| 11 (23) | Outside New Canaan Die Taufe des Teufels   | New Canaan, Kalifornien  | Dan Lerner     | John J. McLaughlin, Dawn Prestwich & Nicole Yorkin | 20. März 2005 9. Juni 2009     | -                                |
| Da Ben keiner Chance entgehen will, seinen Feind zu töten, kehrt Jonesy alleine zum Carnival zurück, um Verstärkung im Kampf gegen Justin zu holen. Lila versucht eine Meuterei gegen Samson zu initiieren, als Jonesy aber sein geheiltes Knie zeigt, schlägt die Stimmung zugunsten Samson um, der Ben unterstützen will. Iris trifft Ben mit einer Axt in der Hand in Justins Zimmer an und verrät ihm, wo Justin zu finden ist. Ben trifft die gerade eben erst durch Justin ‚getaufte‘ Sofie und klärt sie über Justin auf, doch sie glaubt ihm zunächst nicht. Erst als sie die Crowes Russisch sprechen hört und Bens Maske in Justins Schrank findet, wird sie misstrauisch und beginnt, Justins Annäherungsversuche zurückzuweisen. Auszeichnungen: Emmy-Nominierung für „Outstanding Hairstyling for a Series“ und „Outstanding Art Direction for a Single-Camera Series“. |                                            |                          |                |                                                    |                                |                                  |
| 12 (24) | New Canaan Harmageddon                     | New Canaan, Kalifornien  | Scott Winant   | Tracy Tormé & Daniel Knauf                         | 27. März 2005 16. Juni 2009    | 2,4                              |
| Nachdem er erfährt, wie Bens Heilkräfte genau funktionieren, schmiedet Samson einen Plan, um Ben im Kampf gegen Brother Justin zu unterstützen: Justin soll auf das Riesenrad gelockt werden, wo er Ben hilflos ausgeliefert wäre. Währenddessen wird Sofie auf Justins Befehl hin von Stroud in einer verlassenen Scheune eingeschlossen, nachdem sie Justins Baum-Tätowierung entdeckt hat und dieser ihre Verbindung zum Carnival und zu Ben aufdeckt. In der Scheune erlebt sie eine Reihe von Visionen, in denen zahlreiche Handlungsstränge der Serie zusammengeführt und ‚aufgeklärt‘ werden. Unter anderem bringt sie Justin mit dem tätowierten Mann in Verbindung, der ihre Mutter vergewaltigt hat, und erkennt in ihm ihren Vater. Aus dem vorherigen Rätselspruch „every prophet in her house“ wird nun: „This is your House“. Unterstützt von den ‚Carnies‘ beginnt die entscheidende Konfrontation zwischen Ben und Brother Justins auf dem Carnivalgelände. Als Justin und Iris sich in das Riesenrad setzen, beginnt Ben eine Massenheilung als Benjamin St. John. Die Lebenskräfte, die Ben den Geheilten schenkt, werden von Justin abgezogen, der sich in schweren Krämpfen auf dem Riesenrad windet, sich schließlich aber befreien kann. Mit schwarzen Augen tötet er in rasendem Wahn zahlreiche seiner Anhänger sowie seinen Pflegevater Norman, während er sich mit einer Sichel bewaffnet den Weg zu Ben freikämpft. Er verfolgt Ben in das Kornfeld aus den Visionen Bens. Als es zum Zweikampf kommt, wird Ben an Arm und Bauch verletzt, es gelingt ihm aber dennoch, seine Messerklinge in die Mitte der Baum-Tätowierung zu rammen und Justin damit zu töten. In der Zwischenzeit hat Jonesy Stroud ausgeschaltet und befreit Sofie, die ihn jedoch, offenbar auf die Seite ihres Vaters gewechselt, überraschend erschießt. Am nächsten Morgen finden die Carnies Justin und Ben, der noch am Leben ist, und bringen ihn zurück ins Lager. Libby trauert um Jonesy und will ohne ihren Mann nicht abreisen, am Ende bleibt die Dreifuss-Familie aber doch vereint. Sofie, das „Omega“ ihrer Dynastie (vgl. Mythologie von Carnivàle), findet den Justin im Kornfeld und übernimmt die Kräfte ihres toten Vaters. Während Iris zusieht, wie in diesem Zuge das gesamte Korn auf dem Feld eingeht, verlässt der Carnival New Canaan und zieht weiter. Die letzte Einstellung zeigt Ben, wie er den Platz von Management eingenommen hat... (Für den ursprünglich geplanten Fortgang der vorzeitig abgesetzten Serie siehe: Figuren aus Carnivàle: Vorzeitiges Serienfinale und ursprünglich geplanter Fortgang.) |                                            |                          |                |                                                    |                                |                                  |

## Standorthinweise

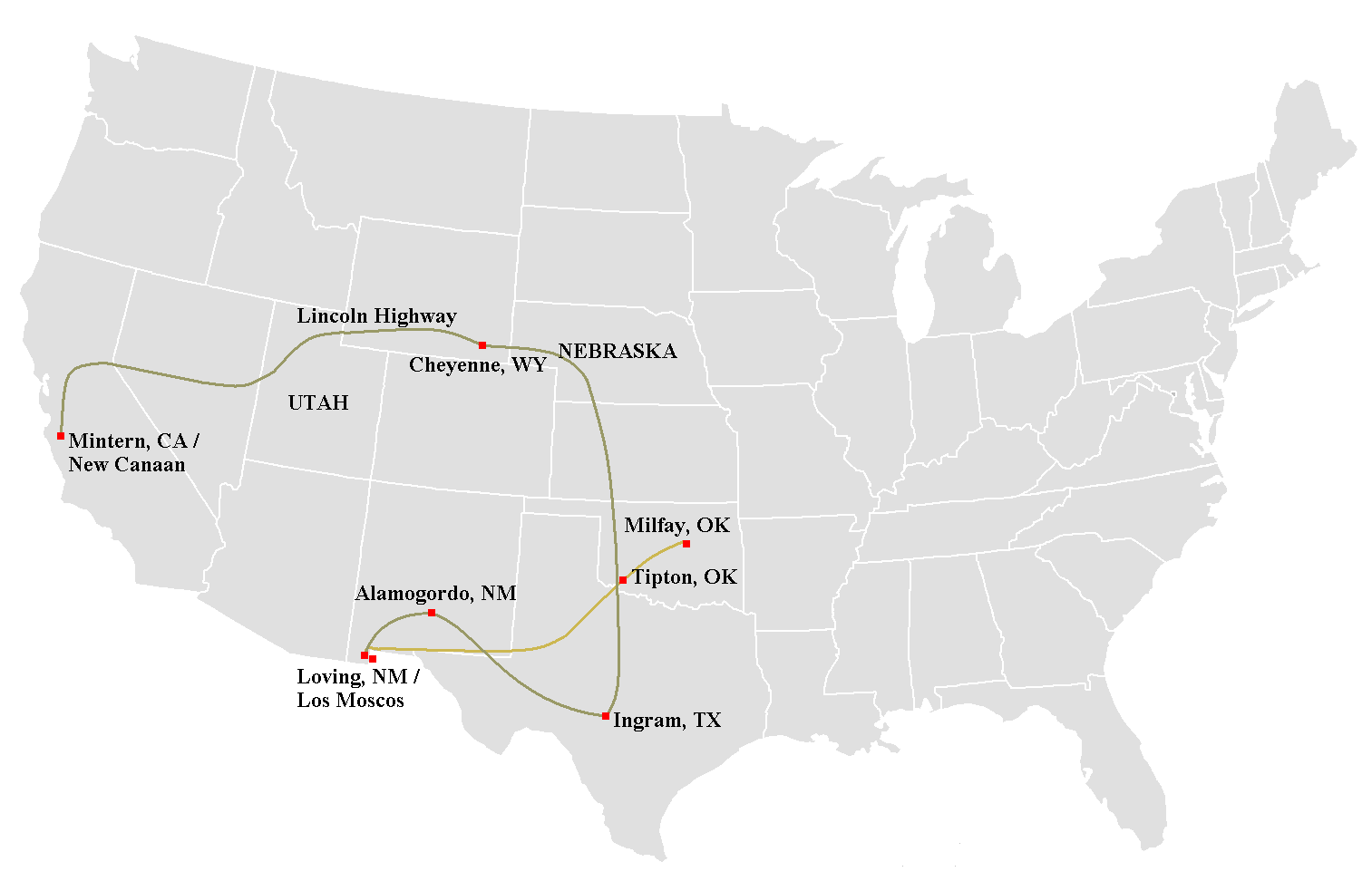
Standorte des Carnivals

- Mintern ist ein fiktionaler Ort im San Joaquin Valley im San Benito County, Kalifornien, nahe Salinas.[6] Als Brother Justin seinen Glauben in Gott in der Mitte der ersten Staffel verliert, verlässt er sein Zuhause in Mintern und zieht in die Wildnis des San Joaquin Valley nahe Kingsburg.[7] Nach dem Besuch bei Norman im Krankenhaus am Anfang der zweiten Staffel, fahren Brother Justin und Iris nach Hause und fahren am Baum vorbei; Justin nennt den Ort „New Canaan“, der zukünftige Platz seines Tempels. New Canaan liegt ebenfalls im San Benito County, südlich von Salinas.[8] Die letzte Episode der zweiten Staffel wird auf den DVDs New Canaan, CA genannt.

- Babylon ist eine fiktionale Stadt in Texas.[9] Sie wurde zur Geisterstadt, nachdem ein Mineneinsturz 1921 alle Arbeiter außer Scudder tötete. Es gibt einen historischen Hinweis auf ein echtes Babylon, Texas im Navarro County.[10]

- Los Moscos ist ein echtes Gebiet in Chihuahua, Mexiko, nahe der südwestlichen Grenze von New Mexico. Seine Bedeutung als Titel der ersten Episode der zweiten Staffel wurde niemals geklärt. Es ist jedoch bekannt, dass Ben und der Carnival die meiste Zeit in Loving, New Mexico verbracht haben.[11] Carnivàle deutet darauf hin, dass Loving nichts mit Loving, New Mexico im Südosten des Staates, nahe Texas, gemein hat, da die (fiktionale) Stadt weniger als eine Meile von der mexikanischen Grenze im westlichen Teil von New Mexico liegen soll,[12] thematisch und geografisch wahrscheinlich nahe Los Moscos.

- Alamogordo, New Mexico war die Hauptverwaltung der Trinity-Stelle, an der 1945 die erste Kernwaffenexplosion der Menschheit durchgeführt wurde. Bens Vision von der Atombombe findet in einer nahegelegenen Wüste statt, zehn Jahre vor der eigentlichen Explosion.

- Lincoln Highway ist die erste Straße durch Amerika, konzipiert 1912. Während der Episode hält der Carnival in Wyoming, in Nähe der Grenze zu Nebraska,[13] doch die Folge wird fälschlicherweise Lincoln Highway, UT auf den DVDs genannt.